# Miss Independent (Kelly Clarkson)
'"Miss Independent" is een nummer van de Amerikaanse poprockzangers Kelly Clarkson. Het werd, afhankelijk van de regio, als eerste of als tweede single van het debuutalbum Thankful uit 2003 uitgebracht.

## Achtergrondinformatie
Miss Independent gaat over een vrouw (de Miss Independent, de onafhankelijke vrouw) die haar emotionele barrières laat vallen om verliefd te raken. Het nummer is geschreven door Kelly Clarkson, Christina Aguilera, Matt Morris en Rhett Lawrence en geproduceerd door de laatstgenoemde. Over de release bestond er controverse, doordat Lawrence het refrein aan Destiny's Child had gegeven. Omdat deze het niet opnamen, werd het refrein doorgegeven aan Aguilera, die er coupletten van Morris aan toevoegde. Aguilera koos echter voor een ander nummer met een rockstijl: Fighter. Twee jaar later speelde Lawrence het nummer aan Clarkson en samen rondden zij de songteksten af en zorgden voor enkele toevoegingen. Aguilera was niet blij met het feit dat het nummer aan een ander was gegeven en er was bijna sprake van een rechtszaak. Aguilera's Fighter en Clarksons Miss Independent werden in de Verenigde Staten opmerkelijk genoeg rond dezelfde tijd uitgebracht. Miss Independent deed het beter in haar thuisland, terwijl Fighter internationaal beter presteerde.
Clarkson noemde het nummer toen ze sprak over de strubbelingen met haar label over het tweede album My December. "Zij dachten dat dit album niet goed genoeg was, maar dat dachten ze ook over veel andere dingen. Netals Miss Independent. Ze dachten dat het niet goed genoeg was om uitgebracht te worden maar ik zei dat we het moesten proberen en kijken wat er gebeurt."

## Commercieel succes
Miss Independent deed het goed in de Verenigde Staten door de negende plek te behalen in de Billboard Hot 100, dit als eerste single van het debuutalbum, een positie dat ze ook bereikte in de Nederlandse Top 40 en zo goed presteerde dat het een tachtigste plek in de jaarlijst opleverde. In Canada behaalde het de zesde plek, net als in de Britse UK Singles Chart. In Australië bereikte het de derde positie.

## Tracklist

### Amerikaanse cd-single
1. "Miss Independent" — 03:35
2. "(You Make Me Feel Like A) Natural Woman" — 02:36
3. "Miss Independent" (MaUVe mix) — 07:55

### Amerikaanse promo-cd
1. "Miss Independent" — 03:35
2. "Miss Independent" (Call Out Hook) — 0:10

### Amerikaanse promo-12"
1. "Miss Independent" (Junior's Kelly Rock Mix) — 09:04
2. "Miss Independent" (Hani's Extended Club Mix) — 09:08

### Australische en Europese cd-single
1. "Miss Independent" — 03:35
2. "Respect" — 02:15
3. "(You Make Me Feel Like A) Natural Woman" — 02:36
4. "Miss Independent" (music video) — 03:35

### Britse cd-single
1. "Miss Independent" — 03:35
2. "(You Make Me Feel Like A) Natural Woman" — 02:36
3. "Miss Independent" (MaUVe mix) — 07:55
4. "Miss Independent" (music video) — 03:35

### Britse cassettesingle
1. "Miss Independent" — 3:35
2. "(You Make Me Feel Like A) Natural Woman" — 02:36
3. "Miss Independent" (MaUVe mix) — 07:55

### Britse 12"-single
1. "Miss Independent" (MaUVe Full Vocal Mix) — 07:55
2. "Miss Independent" (Shanghai Surprise Mix) — 07:33
3. "Miss Independent" (MaUVe Dub) — 07:55

## Hitnoteringen

### Nederlandse Top 40
| Hitnotering: 06-09-2003 t/m 01-11-2003 | Hitnotering: 06-09-2003 t/m 01-11-2003 | Hitnotering: 06-09-2003 t/m 01-11-2003 | Hitnotering: 06-09-2003 t/m 01-11-2003 | Hitnotering: 06-09-2003 t/m 01-11-2003 | Hitnotering: 06-09-2003 t/m 01-11-2003 | Hitnotering: 06-09-2003 t/m 01-11-2003 | Hitnotering: 06-09-2003 t/m 01-11-2003 | Hitnotering: 06-09-2003 t/m 01-11-2003 | Hitnotering: 06-09-2003 t/m 01-11-2003 | Hitnotering: 06-09-2003 t/m 01-11-2003 |
| Week:                                  | 1                                      | 2                                      | 3                                      | 4                                      | 5                                      | 6                                      | 7                                      | 8                                      | 9                                      |                                        |
| -------------------------------------- | -------------------------------------- | -------------------------------------- | -------------------------------------- | -------------------------------------- | -------------------------------------- | -------------------------------------- | -------------------------------------- | -------------------------------------- | -------------------------------------- | -------------------------------------- |
| Positie:                               | 27                                     | 11                                     | 9                                      | 9                                      | 16                                     | 16                                     | 18                                     | 23                                     | 38                                     | uit                                    |

### NederlandseSingle Top 100
| Hitnotering: 13-09-2003 t/m 08-11-2003 | Hitnotering: 13-09-2003 t/m 08-11-2003 | Hitnotering: 13-09-2003 t/m 08-11-2003 | Hitnotering: 13-09-2003 t/m 08-11-2003 | Hitnotering: 13-09-2003 t/m 08-11-2003 | Hitnotering: 13-09-2003 t/m 08-11-2003 | Hitnotering: 13-09-2003 t/m 08-11-2003 | Hitnotering: 13-09-2003 t/m 08-11-2003 | Hitnotering: 13-09-2003 t/m 08-11-2003 | Hitnotering: 13-09-2003 t/m 08-11-2003 | Hitnotering: 13-09-2003 t/m 08-11-2003 |
| Week:                                  | 1                                      | 2                                      | 3                                      | 4                                      | 5                                      | 6                                      | 7                                      | 8                                      | 9                                      |                                        |
| -------------------------------------- | -------------------------------------- | -------------------------------------- | -------------------------------------- | -------------------------------------- | -------------------------------------- | -------------------------------------- | -------------------------------------- | -------------------------------------- | -------------------------------------- | -------------------------------------- |
| Positie:                               | 74                                     | 46                                     | 27                                     | 27                                     | 28                                     | 31                                     | 40                                     | 62                                     | 79                                     | uit                                    |